# Eubalaena australis
La balena franca australe (Eubalaena australis (Desmoulins, 1822)) è un mammifero marino appartenente alla famiglia Balaenidae. A causa della lentezza e del suo modo fluttuante di nuotare è stata una delle specie di cetacei maggiormente cacciata nel periodo compreso tra il XVII ed il XX secolo. Dalla carcassa di un solo esemplare, che aveva la caratteristica di galleggiare appena ucciso, si ottenevano grandi quantità di olio. È una specie protetta dal 1937.

## Descrizione
La balena australe ha un corpo grasso e tozzo e la pelle è liscia. Il colore prevalente è il nero, con macchie bianche distribuite in modo casuale sul ventre e, raramente, sulla schiena. Sono stati comunque osservati individui di colore blu-nero, marron chiaro e perfino bianco scuro. La testa è grossa fino ad un quarto del corpo e caratterizzata da appariscenti callosità (escrescenze di pelle dura), che formano disegni diversi in ogni individuo e, per tale ragione, sono utilizzate dai ricercatori per l'identificazione degli animali. Il corpo è inoltre ricoperto dai pidocchi delle balene. La lunghezza complessiva è compresa fra i 14 ed i 18 metri, per un peso medio di 54 tonnellate. Non è presente la pinna sul dorso e le pinne pettorali assumono la forma di un ventaglio, mentre la pinna caudale è ampia e arrotondata. La bocca è dotata di un numero di fanoni variabile tra i 200 ed i 270, molto stretti, lunghi fino a tre metri e di colore variabile dal grigio scuro al nero.

## Biologia

### Comportamento
Come avviene per altre specie di balene, anche la balena franca australe è una specie migratrice, compiendo spostamenti di lungo raggio che possono raggiungere distanze medie superiori ai 1000 chilometri. Durante l'estate vivono a sud, nelle acque dell'Australia occidentale, della Georgia del Sud e della Penisola Antartica, preferendo zone di acque profonde, con elevata concentrazione di zooplancton e caratterizzate da fondali ripidi. Durante l'inverno migrano a nord, a latitudini più temperate, nelle acque oceaniche temperate sub-antartiche della Nuova Zelanda, dove partoriscono in acque calme e poco profonde in prossimità della costa. Si muovono in gruppi composti da un numero di esemplari compreso tra due e sette, prevalentemente formati da individui di sesso maschile, ma guidati da una femmina.

### Alimentazione
La specie si nutre di copepodi e krill.

### Riproduzione
Le femmine raggiungono la maturità sessuale all'età di nove anni e partoriscono ogni tre anni circa. Il corteggiamento avviene durante l'inverno, in prossimità della costa, ed il periodo di gestazione ha la durata di circa un anno. I piccoli, alla nascita, hanno una lunghezza media di 5,5-6 metri. Le femmine tendono a partorire e ad allattare la prole in determinati siti. Il periodo di svezzamento è compreso tra i 303 ed i 419 giorni.

## Distribuzione e habitat
La balena australe è diffusa soprattutto nelle acque subantartiche, tra i 20° ed 55° di latitudine sud. Migrano a sud durante l'estate, alla ricerca di zone con krill abbondante, ed a nord durante l'inverno, soprattutto lungo le coste dell'Australia, della Nuova Zelanda, dell'America meridionale e del Sudafrica, per accoppiarsi, partorire ed allattare. Durante l'inverno e la primavera sono maggiormente distribuite in prossimità della linea di costa.
Le balene australi sono facilmente avvistabili, per un certo periodo dell'inverno e della primavera australi, da gran parte della costa del Sudafrica. La località di Hermanus, nella provincia di Western Cape, è particolarmente rinomata per il whale watching, perché le balene si spingono annualmente fin dentro la baia in cui sorge la città. Altro luogo eccellente per l'avvistamento è la Penisola di Valdés, in Argentina.

## Conservazione
A livello internazionale la specie è protetta ai sensi dell'Accordo internazionale per la regolazione della caccia alla balena, sottoscritto a Londra nel 1937 ed al quale è seguita la Convenzione internazionale per la regolazione della caccia alla balena, firmata a Washington il 2 dicembre del 1946 dai delegati di Argentina, Australia, Brasile, Canada, Cile, Danimarca, Francia, Paesi Bassi, Nuova Zelanda, Norvegia, Perù, Regno Unito, Stati Uniti d'America, Unione delle Repubbliche Socialiste Sovietiche ed Unione Sudafricana. Secondo il Trattato ne è vietata la caccia. La specie è inserita nell'Appendice I del CITES, che ne proibisce ogni commercio; l'uso può essere concesso solo in circostanze eccezionali. È inoltre inserita nell'Appendice I della Convenzione sulle specie migratorie come specie migratoria minacciata di estinzione, vietandone il prelievo. Nel 2008 è stata inserita nella lista rossa IUCN e, benché la popolazione della specie sia in aumento, esistono ancora alcuni piccoli gruppi di individui, al largo delle coste del Cile e del Perù, che necessitano di una protezione speciale affinché il loro numero possa ristabilirsi.
In Argentina, per effetto della legge N° 23.094 del 1984, tutti gli esemplari della specie che nuotano nelle acque territoriali argentine sono dichiarati monumento naturale nazionale e, per questa ragione, è garantito loro un elevato livello di protezione.